# Oorlogsherdenkingsmunt voor 1864

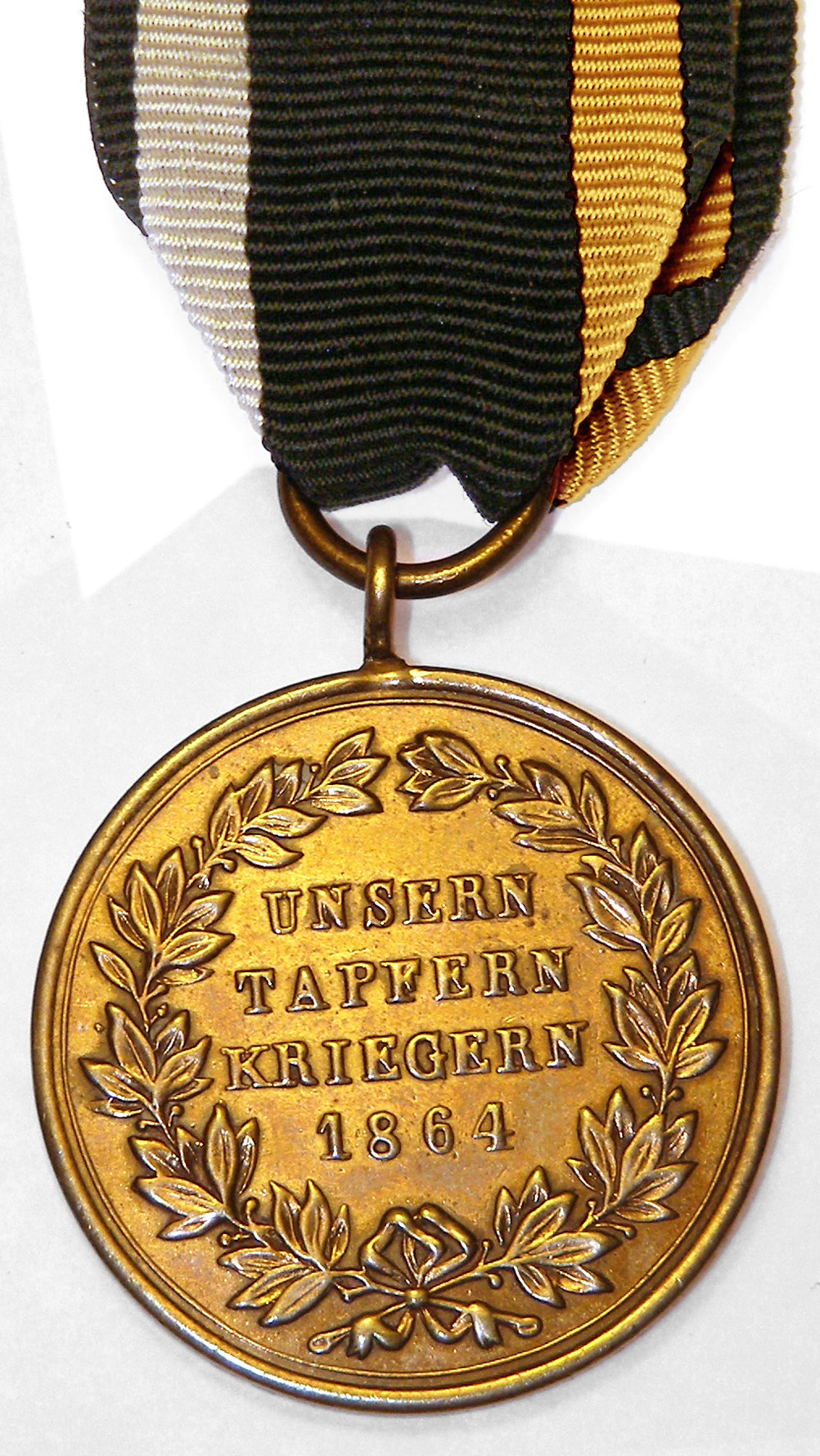
Voorzijde van de Pruisische Oorlogsherdenkingsmunt

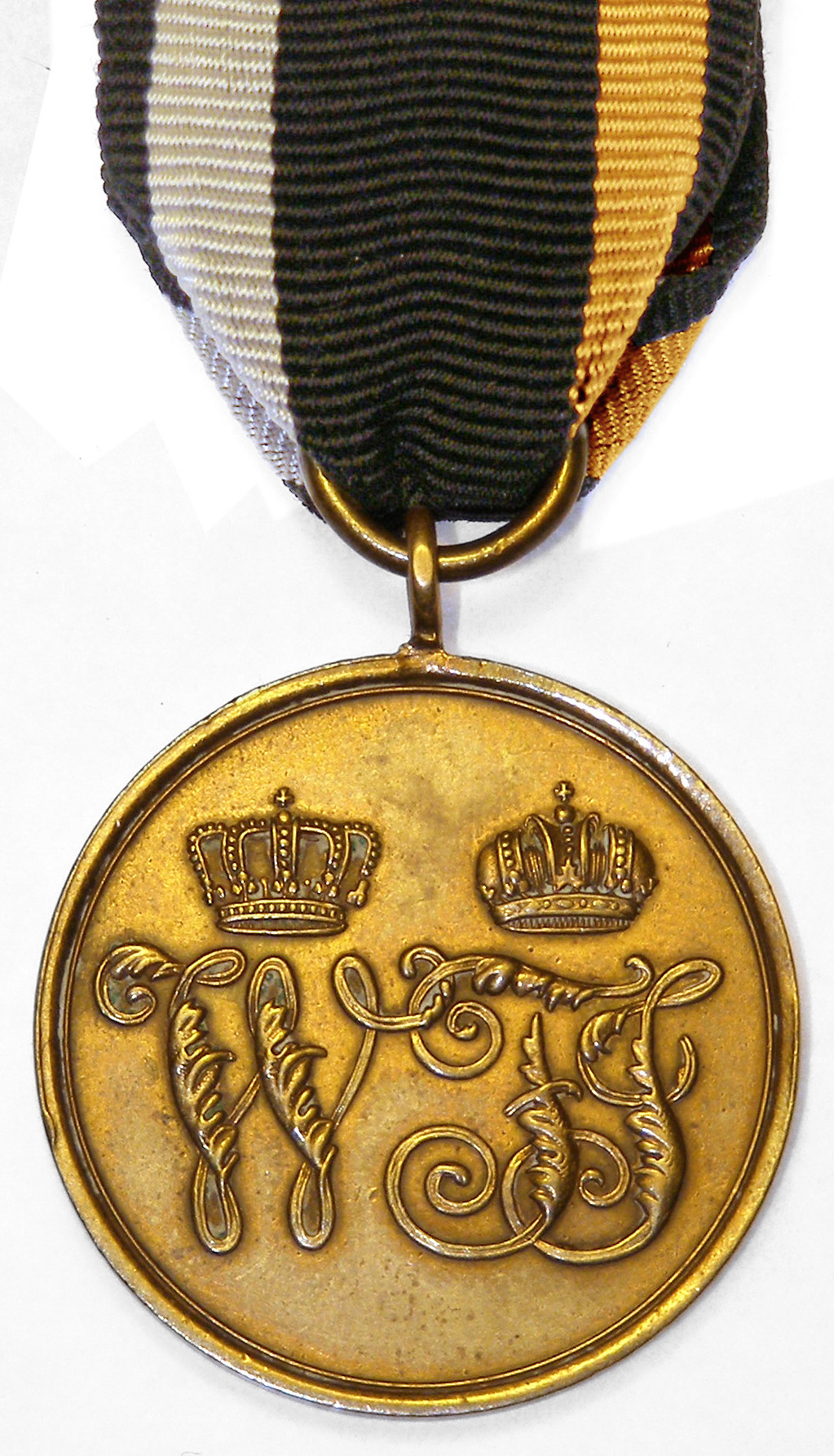
Keerzijde van de Pruisische Oorlogsherdenkingsmunt

De Oorlogsherdenkingsmunt voor 1864 (Duits: Kriegsdenkmünze für 1864) werd op 10 november 1864 in een gezamenlijk besluit door de twee Duitse Bondsvorsten Frans Jozef I en Wilhelm I ingesteld. Frans Jozef I was keizer van Oostenrijk en voorzitter van de Duitse Bond. Wilhelm I was koning van Pruisen.
De legers van Oostenrijk en Pruisen hadden samen militair ingegrepen in de opvolgingskwestie in Sleeswijk-Holstein. In deze Tweede Duits-Deense Oorlog vochten de twee legers zij aan zij, zes jaar later zouden zij in de Oostenrijks-Pruisische_Oorlog tegenover elkaar staan. Pruisen won deze oorlog en Oostenrijk werd buitengesloten. Het was geen deel van Duitsland meer en Pruisen nam de leidende rol van Oostenrijk over.
De ronde Oorlogsherdenkingsmunt, het mocht geen medaille heten, was uit het brons van de op de Denen veroverde kanonnen vervaardigd. Op de voorzijde staan bij de Pruisische munt de gekroonde monogrammen  W  en  FJ . Bij de Oostenrijkse munt staan de monogrammen FJ en W. 
Op de keerzijde staat bij beide munten de opdracht UNSERN TAPFERN KRIEGERN 1864 binnen een lauwerkrans. Op de rand staat de tekst AUS EROBERTEM GESCHUETZ gegraveerd.
In Pruisen werd dezelfde medaille in zwartgemaakt ijzer aan non-combatanten toegekend. Deze medaille voor artsen, beambten, veldgeestelijken en verplegers draagt op de keerzijde alleen het jaartal 1864 in een krans van eikenbladeren. Uiteraard ontbrak de vermelding van het veroverde geschut bij de ijzeren munten.
De Pruisische Oorlogsherdenkingsmunt hangt aan een breed geribbeld oog. De Oostenrijkse Herinneringsmedaille aan de Veldtocht van 1864 in Denemarken hangt aan een rond kogelvormig oog. Wanneer een Pruis voor eigen rekening een tweede Oorlogsherdenkingsmunt bij een juwelier kocht was dit zogeheten "Zweitstück" voorzien van een smalle ring zonder ribbels. 
De beugelkroon boven het monogram van de koning van Pruisen en de Rudolfinische keizerskroon, de "huiskroon" van de Habsburgers zijn op de medaille even groot. Dat houdt in dat de medailleur Friedrich Leisek (1839 - 1914) de enigszins op een hoge tiara lijkende rijzige Oostenrijkse kroon veel minder hoog heeft getekend. De kroon is daardoor moeilijk herkenbaar. 
De Oostenrijkers droegen de Oorlogsherdenkingsmunt voor 1864 zoals gewoonlijk aan een driehoekig lint. Dat lint was geel met een zwarte en een witte streep. De Pruisen droegen hun Oorlogsherdenkingsmunt voor 1864 aan een zwart lint met witte en een gele streep. Omdat er al een Oostenrijks lint was kon Pruisen de traditie dan de non-combattanten hun onderscheiding droegen aan een lint dat het spiegelbeeld van dat van de krijgers was deze keer niet volgen.
De Pruisen kenden verschillende manieren om hun onderscheidingen aan het lint te bevestigen. Er waren eenvoudig gevouwen linten, linten in vijfhoek gevouwen, korte vierkante stukjes lint die rond een plaatje karton of messing waren gevouwen en Pruisisch opgemaakte linten in "U" vorm.
De Oorlogsherdenkingsmunt voor 1864 werd ook als miniatuur aan een ketting of een klein stukje lint op de revers van een rokkostuum gedragen.